# Ronda Élite a la Eurocopa Sub-19 2008
La Ronda élite al Campeonato Europeo de la UEFA Sub-19 2008 contó con la participación de 28 selecciones juveniles de Europa provenientes de la fase anterior. Los equipos fueron divididos en 7 grupos de 4 equipos cada uno, en donde el vencedor de cada grupo clasificó al torneo continental a disputarse en la República Checa junto al país anfitrión, torneo que otorgaba 6 plazas para la Copa Mundial de Fútbol Sub-20 de 2009 a celebrarse en Egipto.

## Grupo 1
Los partidos se disputaron en Bielorrusia.
| País        | J | G | E | P | GF | GC | GD | Pts |
| ----------- | - | - | - | - | -- | -- | -- | --- |
| Inglaterra  | 3 | 2 | 1 | 0 | 3  | 0  | 3  | 7   |
| Bielorrusia | 3 | 1 | 1 | 1 | 1  | 4  | -3 | 4   |
| Polonia     | 3 | 1 | 0 | 2 | 1  | 2  | -2 | 3   |
| Serbia      | 3 | 1 | 0 | 2 | 4  | 2  | 2  | 3   |

| 26 de mayo de 2008 | Inglaterra | 2 – 0 | Polonia | City Stadium, Borisov           |                                 |
|                    |            | [http://en.archive.uefa.com/competitions/under19/fixturesresults/round=15035/match=302017/report=rp.html (enlace roto disponible en Internet Archive; véase el historial, la primera versión y la última). Reporte] |         | Árbitro(s): Lars Christoffersen | Árbitro(s): Lars Christoffersen |

| 26 de mayo de 2008 | Bielorrusia | 0 – 4 | Serbia                                     | Traktor Stadium, Minsk    |                           |
|                    |             | [http://en.archive.uefa.com/competitions/under19/fixturesresults/round=15035/match=302018/report=rp.html (enlace roto disponible en Internet Archive; véase el historial, la primera versión y la última). Reporte] | Vuković 1' 41' · Milojević 57' · Gulan 75' | Árbitro(s): Radek Příhoda | Árbitro(s): Radek Příhoda |

| 28 de mayo de 2008 | Inglaterra | 1 – 0 | Serbia | City Stadium, Borisov           |                                 |
|                    |            | [http://en.archive.uefa.com/competitions/under19/fixturesresults/round=15035/match=302031/report=rp.html (enlace roto disponible en Internet Archive; véase el historial, la primera versión y la última). Reporte] |        | Árbitro(s): Lars Christoffersen | Árbitro(s): Lars Christoffersen |

| 28 de mayo de 2008 | Polonia | 0 – 1 | Bielorrusia    | Traktor Stadium, Minsk    |                           |
|                    |         | [http://en.archive.uefa.com/competitions/under19/fixturesresults/round=15035/match=302032/report=rp.html (enlace roto disponible en Internet Archive; véase el historial, la primera versión y la última). Reporte] | Talkanitsa 77' | Árbitro(s): Hüseyin Göçek | Árbitro(s): Hüseyin Göçek |

| 31 de mayo de 2008 | Bielorrusia | 0 – 0 | Inglaterra | Traktor Stadium, Minsk    |                           |
|                    |             | [http://en.archive.uefa.com/competitions/under19/fixturesresults/round=15035/match=302045/report=rp.html (enlace roto disponible en Internet Archive; véase el historial, la primera versión y la última). Reporte] |            | Árbitro(s): Radek Příhoda | Árbitro(s): Radek Příhoda |

| 31 de mayo de 2008 | Serbia | 0 – 1 | Polonia    | City Stadium, Borisov     |                           |
|                    |        | [http://en.archive.uefa.com/competitions/under19/fixturesresults/round=15035/match=302046/report=rp.html (enlace roto disponible en Internet Archive; véase el historial, la primera versión y la última). Reporte] | Lukasz 66' | Árbitro(s): Hüseyin Göçek | Árbitro(s): Hüseyin Göçek |

## Grupo 2
Los partidos se jugaron en Hungría.
| País     | J | G | E | P | GF | GC | GD | Pts |
| -------- | - | - | - | - | -- | -- | -- | --- |
| Hungría  | 3 | 2 | 1 | 0 | 5  | 3  | 2  | 7   |
| Portugal | 3 | 2 | 0 | 1 | 8  | 2  | 6  | 6   |
| Chipre   | 3 | 1 | 0 | 2 | 2  | 7  | -5 | 3   |
| Lituania | 3 | 0 | 1 | 2 | 3  | 6  | -3 | 1   |

| 19 de mayo de 2008 | Portugal                                                                                       | 5 – 0 | Chipre | Városi, Tatabánya               |                                 |
|                    | Romeu Ribeiro 5' · Nélson Oliveira 7' · Miguel Vítor 15' · Carvalhas 33' · Kyriakou 90' (a.g.) | [http://en.archive.uefa.com/competitions/under19/fixturesresults/round=15035/match=302020/report=rp.html (enlace roto disponible en Internet Archive; véase el historial, la primera versión y la última). Reporte] |        | Árbitro(s): Dimitar Meckarovski | Árbitro(s): Dimitar Meckarovski |

| 19 de mayo de 2008 | Hungría                       | 2 – 2 | Lituania       | Sóstói, Székesfehérvár   |                          |
|                    | Gosztonyi 33' · Présinger 52' | [http://en.archive.uefa.com/competitions/under19/fixturesresults/round=15035/match=302019/report=rp.html (enlace roto disponible en Internet Archive; véase el historial, la primera versión y la última). Reporte] | Papsys 66' 72' | Árbitro(s): Babak Rafati | Árbitro(s): Babak Rafati |

| 21 de mayo de 2008 | Lituania   | 1 – 3 | Portugal                                                  | Városi, Tatabánya               |                                 |
|                    | Papsys 73' | [http://en.archive.uefa.com/competitions/under19/fixturesresults/round=15035/match=302034/report=rp.html (enlace roto disponible en Internet Archive; véase el historial, la primera versión y la última). Reporte] | Miguel Vítor 34' · Rubén Lima 85' · Nélson Oliveira 90+4' | Árbitro(s): Dimitar Meckarovski | Árbitro(s): Dimitar Meckarovski |

| 21 de mayo de 2008 | Hungría               | 2 – 1 | Chipre    | Sóstói, Székesfehérvár                |                                       |
|                    | Németh 37' (pen.) 57' | [http://en.archive.uefa.com/competitions/under19/fixturesresults/round=15035/match=302033/report=rp.html (enlace roto disponible en Internet Archive; véase el historial, la primera versión y la última). Reporte] | Efrem 78' | Árbitro(s): Ignasi Villamayor Rozados | Árbitro(s): Ignasi Villamayor Rozados |

| 24 de mayo de 2008 | Portugal | 0 – 1 | Hungría    | Sóstói, Székesfehérvár   |                          |
|                    |          | [http://en.archive.uefa.com/competitions/under19/fixturesresults/round=15035/match=302047/report=rp.html (enlace roto disponible en Internet Archive; véase el historial, la primera versión y la última). Reporte] | Németh 62' | Árbitro(s): Babak Rafati | Árbitro(s): Babak Rafati |

| 24 de mayo de 2008 | Chipre           | 1 – 0 | Lituania | Városi, Tatabánya                     |                                       |
|                    | Efrem 70' (pen.) | [http://en.archive.uefa.com/competitions/under19/fixturesresults/round=15035/match=302048/report=rp.html (enlace roto disponible en Internet Archive; véase el historial, la primera versión y la última). Reporte] |          | Árbitro(s): Ignasi Villamayor Rozados | Árbitro(s): Ignasi Villamayor Rozados |

## Grupo 3
Los partidos se jugaron en Noruega.
| País     | J | G | E | P | GF | GC | GD | Pts |
| -------- | - | - | - | - | -- | -- | -- | --- |
| Bulgaria | 3 | 3 | 0 | 0 | 5  | 1  | 4  | 9   |
| Islandia | 3 | 2 | 0 | 1 | 5  | 4  | 1  | 6   |
| Noruega  | 3 | 1 | 0 | 2 | 4  | 5  | -1 | 3   |
| Israel   | 3 | 0 | 0 | 3 | 0  | 4  | -4 | 0   |

| 27 de abril de 2008 | Israel | 0 – 1 | Bulgaria     | Lisleby Stadium, Fredrikstad |  |
|                     |        | [http://en.archive.uefa.com/competitions/under19/fixturesresults/round=15035/match=302022/report=rp.html (enlace roto disponible en Internet Archive; véase el historial, la primera versión y la última). Reporte] | Cvetanov 11' |                              |  |

| 27 de abril de 2008 | Noruega             | 2 – 3 | Islandia               | Melløs Stadion, Moss |  |
|                     | Orry Larsen 33' 75' | [http://en.archive.uefa.com/competitions/under19/fixturesresults/round=15035/match=302021/report=rp.html (enlace roto disponible en Internet Archive; véase el historial, la primera versión y la última). Reporte] | Sigurdsson 71' 77' 87' |                      |  |

| 29 de abril de 2008 | Noruega | 0 – 2 | Bulgaria                             | Lisleby Stadium, Fredrikstad |                              |
|                     |         | [http://en.archive.uefa.com/competitions/under19/fixturesresults/round=15035/match=302035/report=rp.html (enlace roto disponible en Internet Archive; véase el historial, la primera versión y la última). Reporte] | Aleksandrov 28' (pen.) · Mustafa 39' | Árbitro(s): Richard Liesveld | Árbitro(s): Richard Liesveld |

| 29 de abril de 2008 | Islandia      | 1 – 0 | Israel | Sarpsborg stadion, Sarpsborg |                             |
|                     | Sigurdsson 7' | [http://en.archive.uefa.com/competitions/under19/fixturesresults/round=15035/match=302036/report=rp.html (enlace roto disponible en Internet Archive; véase el historial, la primera versión y la última). Reporte] |        | Árbitro(s): Boško Jovanetic  | Árbitro(s): Boško Jovanetic |

| 2 de mayo de 2008 | Israel | 0 – 2 | Noruega            | Sarpsborg stadion, Sarpsborg |                              |
|                   |        | [http://en.archive.uefa.com/competitions/under19/fixturesresults/round=15035/match=302049/report=rp.html (enlace roto disponible en Internet Archive; véase el historial, la primera versión y la última). Reporte] | Orry Larsen 8' 42' | Árbitro(s): Richard Liesveld | Árbitro(s): Richard Liesveld |

| 2 de mayo de 2008 | Bulgaria                     | 2 – 1 | Islandia                | Råde Idrettspark, Råde      |                             |
|                   | Cvetanov 30' · Zehirov 90+2' | [http://en.archive.uefa.com/competitions/under19/fixturesresults/round=15035/match=302050/report=rp.html (enlace roto disponible en Internet Archive; véase el historial, la primera versión y la última). Reporte] | Sigurdsson 90+4' (pen.) | Árbitro(s): Víctor Shvetsov | Árbitro(s): Víctor Shvetsov |

## Grupo 4
Los partidos se jugaron en Eslovaquia.
| País       | J | G | E | P | GF | GC | GD | Pts |
| ---------- | - | - | - | - | -- | -- | -- | --- |
| Alemania   | 3 | 2 | 1 | 0 | 9  | 4  | 5  | 7   |
| Croacia    | 3 | 1 | 2 | 0 | 5  | 3  | 2  | 5   |
| Eslovaquia | 3 | 0 | 2 | 1 | 5  | 8  | -3 | 2   |
| Albania    | 3 | 0 | 1 | 2 | 2  | 6  | -4 | 1   |

| 22 de mayo de 2008 | Eslovaquia | 1 – 1 | Croacia    | SFM Senec, Veľký Biel    |                          |
|                    | Stoch 12'  | [http://en.archive.uefa.com/competitions/under19/fixturesresults/round=15035/match=302023/report=rp.html (enlace roto disponible en Internet Archive; véase el historial, la primera versión y la última). Reporte] | Poljak 41' | Árbitro(s): Calum Murray | Árbitro(s): Calum Murray |

| 22 de mayo de 2008 | Alemania                   | 2 – 0 | Albania | NTC Stadion, Senec              |                                 |
|                    | Aydilek 6' · Diekmeier 36' | [http://en.archive.uefa.com/competitions/under19/fixturesresults/round=15035/match=302024/report=rp.html (enlace roto disponible en Internet Archive; véase el historial, la primera versión y la última). Reporte] |         | Árbitro(s): Michail Koukoulakis | Árbitro(s): Michail Koukoulakis |

| 24 de mayo de 2008 | Eslovaquia                  | 2 – 2 | Albania                  | NTC Stadion, Senec              |                                 |
|                    | Jakubjak 27' · Sylvestr 41' | [http://en.archive.uefa.com/competitions/under19/fixturesresults/round=15035/match=302037/report=rp.html (enlace roto disponible en Internet Archive; véase el historial, la primera versión y la última). Reporte] | Metani 8' · Mustafaj 14' | Árbitro(s): Michail Koukoulakis | Árbitro(s): Michail Koukoulakis |

| 24 de mayo de 2008 | Croacia                         | 2 – 2 | Alemania               | Štadión pod Zoborom, Nitra               |                                          |
|                    | Prijic 51' (pen.) · Smrekar 59' | [http://en.archive.uefa.com/competitions/under19/fixturesresults/round=15035/match=302038/report=rp.html (enlace roto disponible en Internet Archive; véase el historial, la primera versión y la última). Reporte] | Gebhart 64' 86' (pen.) | Árbitro(s): Carlos Miguel Taborda Xistra | Árbitro(s): Carlos Miguel Taborda Xistra |

| 27 de mayo de 2008 | Alemania                                                                      | 5 – 2 | Eslovaquia                      | Štadión pod Zoborom, Nitra               |                                          |
|                    | Naki 8' · Gebhart 16' (pen.) · Fischer 43' · Risse 71' (pen.) · S. Bender 84' | [http://en.archive.uefa.com/competitions/under19/fixturesresults/round=15035/match=302051/report=rp.html (enlace roto disponible en Internet Archive; véase el historial, la primera versión y la última). Reporte] | Diekmeier 4' (a.g.) · Supak 55' | Árbitro(s): Carlos Miguel Taborda Xistra | Árbitro(s): Carlos Miguel Taborda Xistra |

| 27 de mayo de 2008 | Albania | 0 – 2 | Croacia                 | NTC Stadion, Senec       |                          |
|                    |         | [http://en.archive.uefa.com/competitions/under19/fixturesresults/round=15035/match=302052/report=rp.html (enlace roto disponible en Internet Archive; véase el historial, la primera versión y la última). Reporte] | Prijic 10' · Maloca 64' | Árbitro(s): Calum Murray | Árbitro(s): Calum Murray |

## Grupo 5
Los partidos se jugaron en Grecia.
| País         | J | G | E | P | GF | GC | GD | Pts |
| ------------ | - | - | - | - | -- | -- | -- | --- |
| Grecia       | 3 | 2 | 0 | 1 | 6  | 4  | +2 | 6   |
| Rusia        | 3 | 1 | 1 | 1 | 5  | 6  | -1 | 4   |
| Moldavia     | 3 | 1 | 1 | 1 | 3  | 2  | +1 | 4   |
| Países Bajos | 3 | 0 | 2 | 1 | 3  | 4  | -1 | 2   |

| 24 de mayo de 2008 | Rusia                            | 2 – 2 | Países Bajos            | Municipal Stadium, Argos Orestik |                             |
|                    | Maguire 5' (a.g.) · Mochalin 46' | [http://en.archive.uefa.com/competitions/under19/fixturesresults/round=15035/match=302025/report=rp.html (enlace roto disponible en Internet Archive; véase el historial, la primera versión y la última). Reporte] | Wijnaldum 18' · Fer 71' | Árbitro(s): Gianluca Rocchi      | Árbitro(s): Gianluca Rocchi |

| 24 de mayo de 2008 | Grecia        | 1 – 2 | Moldavia                 | Municipal Stadium, Kastoria |                          |
|                    | Matsoukas 28' | [http://en.archive.uefa.com/competitions/under19/fixturesresults/round=15035/match=302026/report=rp.html (enlace roto disponible en Internet Archive; véase el historial, la primera versión y la última). Reporte] | Catan 17' · Andronic 80' | Árbitro(s): Said Ennjimi    | Árbitro(s): Said Ennjimi |

| 26 de mayo de 2008 | Rusia                    | 2 – 1 | Moldavia  | Municipal Stadium, Argos Orestik |                                |
|                    | Ryzhov 21' · Pesegov 50' | [http://en.archive.uefa.com/competitions/under19/fixturesresults/round=15035/match=302039/index.html (enlace roto disponible en Internet Archive; véase el historial, la primera versión y la última). Reporte] | Catan 34' | Árbitro(s): Jovan Kaludjerovic   | Árbitro(s): Jovan Kaludjerovic |

| 26 de mayo de 2008 | Grecia                             | 2 – 1 | Países Bajos | Municipal Stadium, Kastoria |                             |
|                    | Matsoukas 71' · Ninis 90+1' (pen.) | [http://en.archive.uefa.com/competitions/under19/fixturesresults/round=15035/match=302040/index.html (enlace roto disponible en Internet Archive; véase el historial, la primera versión y la última). Reporte] | Zeefuik 87'  | Árbitro(s): Gianluca Rocchi | Árbitro(s): Gianluca Rocchi |

| 29 de mayo de 2008 | Rusia          | 1 - 3 | Grecia                            | Municipal Stadium, Kastoria |                          |
|                    | Gorbatenko 21' | [http://en.archive.uefa.com/competitions/under19/fixturesresults/round=15035/match=302053/index.html (enlace roto disponible en Internet Archive; véase el historial, la primera versión y la última). Reporte] | Pavlis 17' 63' · Papadopoulos 54' | Árbitro(s): Said Ennjimi    | Árbitro(s): Said Ennjimi |

| 29 de mayo de 2008 | Moldavia | 0 – 0 | Países Bajos | Municipal Stadium, Argos Orestik |                                |
|                    |          | [http://en.archive.uefa.com/competitions/under19/fixturesresults/round=15035/match=302054/index.html (enlace roto disponible en Internet Archive; véase el historial, la primera versión y la última). Reporte] |              | Árbitro(s): Jovan Kaludjerovic   | Árbitro(s): Jovan Kaludjerovic |

## Grupo 6
Los partidos se jugaron en Suiza.
| País    | J | G | E | P | GF | GC | GD | Pts |
| ------- | - | - | - | - | -- | -- | -- | --- |
| Italia  | 3 | 3 | 0 | 0 | 6  | 0  | 6  | 9   |
| Francia | 3 | 2 | 0 | 1 | 5  | 5  | 0  | 6   |
| Suiza   | 3 | 1 | 0 | 2 | 6  | 6  | 0  | 3   |
| Suecia  | 3 | 0 | 0 | 3 | 2  | 8  | -6 | 0   |

| 26 de mayo de 2008 | Italia                        | 2 – 0 | Suecia | Stade d'Octodure, Martigny          |                                     |
|                    | Paloschi 42' · Forestieri 76' | [http://en.archive.uefa.com/competitions/under19/fixturesresults/round=15035/match=302027/report=rp.html (enlace roto disponible en Internet Archive; véase el historial, la primera versión y la última). Reporte] |        | Árbitro(s): Carlos Velasco Carballo | Árbitro(s): Carlos Velasco Carballo |

| 26 de mayo de 2008 | Francia                      | 3 – 2 | Suiza               | Stade de Saint-Germain, Savièse |                                |
|                    | Malonga 31' 63' · Robert 80' | [http://en.archive.uefa.com/competitions/under19/fixturesresults/round=15035/match=302028/report=rp.html (enlace roto disponible en Internet Archive; véase el historial, la primera versión y la última). Reporte] | Frei 61' 90' (pen.) | Árbitro(s): Jérôme Efong Nzolo  | Árbitro(s): Jérôme Efong Nzolo |

| 28 de mayo de 2008 | Italia                   | 2 – 0 | Suiza | Stade Tourbillon, Sion         |                                |
|                    | Paloschi 53' · Okaka 78' | [http://en.archive.uefa.com/competitions/under19/fixturesresults/round=15035/match=302041/report=rp.html (enlace roto disponible en Internet Archive; véase el historial, la primera versión y la última). Reporte] |       | Árbitro(s): Jérôme Efong Nzolo | Árbitro(s): Jérôme Efong Nzolo |

| 28 de mayo de 2008 | Suecia        | 1 – 2 | Francia                 | Stade de Saint-Germain, Savièse |                               |
|                    | Fagerberg 82' | [http://en.archive.uefa.com/competitions/under19/fixturesresults/round=15035/match=302042/report=rp.html (enlace roto disponible en Internet Archive; véase el historial, la primera versión y la última). Reporte] | Robert 3' · Obertan 32' | Árbitro(s): Anastassios Kakos   | Árbitro(s): Anastassios Kakos |

| 31 de mayo de 2008 | Francia | 0 – 2 | Italia              | Stade Tourbillon, Sion              |                                     |
|                    |         | [http://en.archive.uefa.com/competitions/under19/fixturesresults/round=15035/match=302055/report=rp.html (enlace roto disponible en Internet Archive; véase el historial, la primera versión y la última). Reporte] | Mazzarani 65' 90+3' | Árbitro(s): Carlos Velasco Carballo | Árbitro(s): Carlos Velasco Carballo |

| 31 de mayo de 2008 | Suiza                                         | 4 – 1 | Suecia    | Stade d'Octodure, Martigny    |                               |
|                    | Frei 64' 90+3' · Gavranovic 68' · Stocker 73' | [http://en.archive.uefa.com/competitions/under19/fixturesresults/round=15035/match=302056/report=rp.html (enlace roto disponible en Internet Archive; véase el historial, la primera versión y la última). Reporte] | Ekdal 55' | Árbitro(s): Anastassios Kakos | Árbitro(s): Anastassios Kakos |

## Grupo 7
Los partidos se jugaron en Armenia.
| País    | J | G | E | P | GF | GC | GD | Pts |
| ------- | - | - | - | - | -- | -- | -- | --- |
| España  | 3 | 3 | 0 | 0 | 10 | 3  | 7  | 9   |
| Ucrania | 3 | 2 | 0 | 1 | 5  | 3  | 2  | 6   |
| Turquía | 3 | 1 | 0 | 2 | 2  | 7  | -5 | 3   |
| Armenia | 3 | 0 | 0 | 3 | 3  | 7  | -4 | 0   |

| 22 de mayo de 2008 | Turquía                    | 2 – 1 | Armenia       | Kotayk Stadium, Abovyan  |                          |
|                    | Yıldırım 10' · Şentürk 61' | [http://en.archive.uefa.com/competitions/under19/fixturesresults/round=15035/match=302030/report=rp.html (enlace roto disponible en Internet Archive; véase el historial, la primera versión y la última). Reporte] | Voskanyan 43' | Árbitro(s): Sándor Szabó | Árbitro(s): Sándor Szabó |

| 22 de mayo de 2008 | Ucrania               | 1 – 3 | España                     | Kasakhi Marzik Stadium, Ashtarak |                          |
|                    | Iarmolenko 18' (pen.) | [http://en.archive.uefa.com/competitions/under19/fixturesresults/round=15035/match=302029/report=rp.html (enlace roto disponible en Internet Archive; véase el historial, la primera versión y la última). Reporte] | Nsue 22' 90+1' · Aarón 65' | Árbitro(s): Steve Tanner         | Árbitro(s): Steve Tanner |

| 24 de mayo de 2008 | Ucrania             | 1 – 0 | Armenia | Kotayk Stadium, Abovyan       |                               |
|                    | Antonyan 23' (a.g.) | [http://en.archive.uefa.com/competitions/under19/fixturesresults/round=15035/match=302043/report=rp.html (enlace roto disponible en Internet Archive; véase el historial, la primera versión y la última). Reporte] |         | Árbitro(s): Alexandru Deaconu | Árbitro(s): Alexandru Deaconu |

| 24 de mayo de 2008 | España                       | 3 – 0 | Turquía | Kasakhi Marzik Stadium, Ashtarak |                          |
|                    | Camacho 47' 83' · Bolado 62' | [http://en.archive.uefa.com/competitions/under19/fixturesresults/round=15035/match=302044/report=rp.html (enlace roto disponible en Internet Archive; véase el historial, la primera versión y la última). Reporte] |         | Árbitro(s): Steve Tanner         | Árbitro(s): Steve Tanner |

| 27 de mayo de 2008 | Turquía | 0 – 3 | Ucrania                      | Kasakhi Marzik Stadium, Ashtarak |                          |
|                    |         | [http://en.archive.uefa.com/competitions/under19/fixturesresults/round=15035/match=302057/report=rp.html (enlace roto disponible en Internet Archive; véase el historial, la primera versión y la última). Reporte] | Kravets 17' 76' · Dovgyy 41' | Árbitro(s): Sándor Szabó         | Árbitro(s): Sándor Szabó |

| 27 de mayo de 2008 | Armenia                         | 2 – 4 | España                                              | Kotayk Stadium, Abovyan       |                               |
|                    | Voskanyan 21' · Gyozalyan 45+1' | [http://en.archive.uefa.com/competitions/under19/fixturesresults/round=15035/match=302058/report=rp.html (enlace roto disponible en Internet Archive; véase el historial, la primera versión y la última). Reporte] | Bolado 45+1' · Antonyan 50' (a.g.) · Mérida 84' 87' | Árbitro(s): Alexandru Deaconu | Árbitro(s): Alexandru Deaconu |

| Predecesor: 2007 | Ronda Élite Sub-19 2008 | Sucesor: 2009 |

- Datos: Q4612141